# Bernard Le Roux
Bernard Le Roux (Moorreesburg, 4 giugno 1989) è un rugbista a 15 sudafricano  internazionale per la Francia, in grado di giocare sia come terza linea ala che come seconda linea.

## Biografia
Nativo di Moorreesburg, Le Roux si formò nei club locali, rappresentando anche la selezione della Provincia del Capo Occidentale a livello giovanile.
A 19 fu nei Paesi Bassi con l'ASRV Ascrum, squadra di Amsterdam.
Tornato in Sudafrica fu al Boland Cavaliers in  Vodacom Cup 2009 e nello stesso anno militò nel Border Bulldogs per la Currie Cup.
Nel 2010 Le Roux declinò l'offerta di Jake White, allenatore del Golden Lions, di giocare nel Golden Lions per andare in Francia al Racing Métro 92 a sostituire l'infortunato Alvaro Galindo con un contratto a breve termine, poi divenuto un contratto definitivo.
Dopo sei stagioni e più di cento partite disputate, vinse il suo primo titolo con la squadra parigina conquistando il Top 14 2015-16; un mese prima era stato sconfitto dai Saracens nella finale della Champions Cup.
Due anni più tardi perse di nuovo la finale europea, contro Leinster.
L'insucesso in finale si ripeté con il club parigino nell'European Rugby Champions Cup 2019-2020 per mano della squadra inglese dell'Exeter.
Divenuto idoneo a rappresentare la Francia, fu convocato nel 2013 dal C.T. Philippe Saint-André per il tour in Nuova Zelanda del 2013.
Dopo l'esordio senza test contro Blues debuttò internazionalmente contro gli All Blacks nel secondo test match della spedizione, e a seguire giocò anche le ultime partite della serie.
Una commozione cerebrale non gli fece terminare il Sei Nazioni 2014. Ripresosi dall'infortunio non mancò nessuno degli incontri disputati dalla Francia nel resto dell'annata internazionale.
Prese successivamente parte a tutte le partite che videro la Francia impegnata nella Coppa del Mondo 2015.
Scarsament utilizzato sotto la gestione Novès, ridivenne assiduo sotto Jacques Brunel che lo riutilizzò in seconda linea.
Infine, prese parte alla Coppa del Mondo 2019 in Giappone.

## Palmarès
- Campionati francesi: 1
Racing Métro 92: 2015-16